# Betio Town Council
Il Betio Town Council, o semplicemente Betio, è una squadra calcistica glibertese con sede nella città di Betio.
Attualmente milita nella Kiribati National Championship, che è la massima serie del campionato gilbertese di calcio.
È la squadra più titolata della nazione avendo vinto sei volte il campionato del Kiribati.

## Storia
La squadra viene fondata nel 1984.
Nel 2004 viene creata la Betio Town Council cup, torneo al quale partecipano le squadre di Betio.
Nel 2006 il campionato gilbertese si gioca per la prima volta a 23 squadre e in quell'occasione il Betio vince la competizione. Fino al 2008, il campionato non verrà più disputato, ma nel 2009 con la nuova edizione dei Te runga (il periodo in cui vengono disputati tutti i giochi nazionali) il Betio torna campione, guadagnandosi il titolo di squadra che ha vinto per più volte consecutive. Tale record verrà poi battuto dal Makin nel 2013.
L’ultima edizione del campionato si è tenuta nel 2019, quando il Betio ha vinto il suo terzo ed ultimo titolo nazionale, essendo così il campione in carica, oltre ad aver fatto “duplete” vincendo anche la Te runga cup.

## Cronistoria
- 1984 - fondazione club.
- 1995 - Vince la Kiribati National Championship (1º titolo).

- 1999 - Vince la Kiribati National Championship (2º titolo).

partecipa all’Independence Cup.
- 2002 - partecipa alla Kiribati National Championship.

- 2004 - secondo in Kiribati National Championship.

I Betio Boys  eliminati ai gironi di Tarawa Cup.
Partecipa alla Betio Cup.
- 2006 - Vince la Kiribati National Championship (3º titolo).

- 2009 - Vince la Kiribati National Championship (4º titolo).

- 2010 - terzo posto in Kiribati National Championship.

- 2013 - terzo in Te Runga.

- 2014 - gironi di Te Runga.

- 2017 - gironi di Te Runga.

- 2019 - Vince la Te Runga (1º titolo).

Vince la Kiribati National Championship (5º titolo).
- 2023 - Vince la Kiribati National Championship (6º titolo).

## Palmarès
Competizioni Nazionali
- Kiribati National Championship: 6 (record)

1995, 1999, 2006, 2009, 2019, 2023
- Te Runga: 1[3]

2019

## Calciatori storici
Dal 2004 nel Betio milita Atiino Baraniko, giocatore che ha segnato più reti con la maglia del Betio; egli è anche il calciatore che detiene il primato del maggior numero di reti segnate in una singola stagione del Campionato gilbertese di calcio (15).

## Stadio
Lo stadio del Betio Town Council si trova a Bairiki in Tarawa Sud ed è lo stadio di tutte le squadre del campionato.

## Betio Cup
Dal 2004 esiste la Betio Town Council Cup o semplicemente Betio Cup, torneo al quale prendono parte le squadre di Betio, ma non sono conosciuti i vincitori del torneo.